# جوزف ویسر
جوزف ویسر (انگلیسی: Joseph Vissers; ۲۸ نوامبر ۱۹۲۸ – ۱۸ آوریل ۲۰۰۶) بوکسور اهل بلژیک بود.